# 托马斯·拉夫·皮科克
托马斯·拉夫·皮科克（Thomas Love Peacock 1785年10月18日—1866年1月23日）是一名英格蘭詩人、小說家，也曾是英國東印度公司的官員。他是珀西·雪萊的好友，彼此都對對方的創作產生過影響。

## 生平

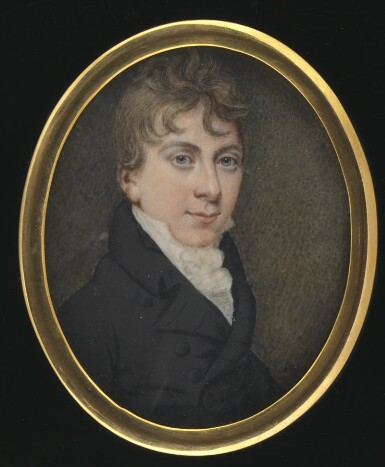
年輕時的皮科克

他出生於英格蘭多塞特郡韦茅斯，父母名叫薩繆爾·皮科克和莎拉·拉夫，莎拉的父親就叫托馬斯·拉夫，是一名英國皇家海軍艦長，薩繆爾·皮科克則是倫敦的一名玻璃商人。1794年薩繆爾去世，只留下一小份年金。
托马斯·拉夫·皮科克十歲時就完成了他的第一首詩，大約在1798年左右輟學。1800年2月，他到倫敦市的勒德洛·弗雷泽公司（Ludlow Fraser Company）工作，和母親一起住在公司提供的公寓裡。
1806年左右，他辭職離開倫敦，一個人前往蘇格蘭旅行。當年10月，其父的年金到期，他返回切特西和母親居住。1808年秋，他成為霍姆·波帕姆爵士的私人秘書。同年年末，他到皇家海軍軍艦莊嚴號（HMS Venerable）上工作。但是他並不喜歡航海，曾經把軍艦比作漂浮的地獄（floating inferno）。1809年3月，他下船回家。
1812年，皮科克結識雪萊。1813年冬，他隨雪萊和雪萊的第一位妻子哈莉特前往愛丁堡。1814年，雪萊愛上瑪麗之後，他仍常去二人的倫敦寓所拜訪。1815年至1816年的冬天，他在雪萊家認識了托馬斯·傑斐遜·霍格。1816年雪萊出國，委託皮科克給他們找一個新家，皮科克選址于自己家附近。

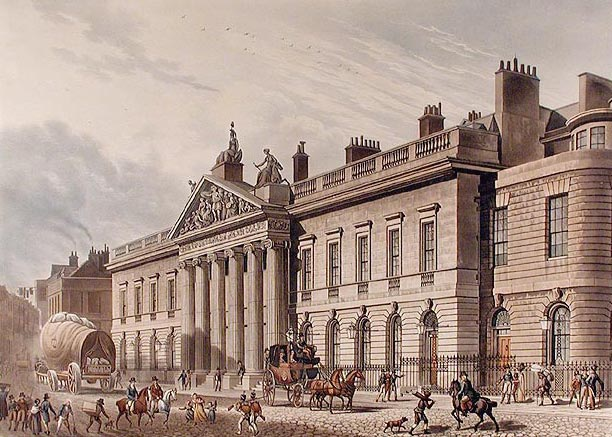
东印度大楼，倫敦，1817年

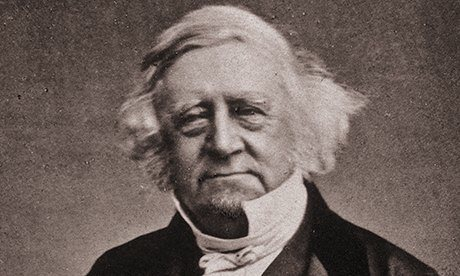
晚年的皮科克

1819年初，他前往倫敦的東印度公司工作，直到1852年才重拾寫作的愛好，曾在《弗雷澤雜誌》（Fraser's Magazine）上發文。1856年3月29日，他從公司退休。他全身心地投入到寫作中，1860年完成了他的最後一部小說《格里尔·格兰治》（Gryll Grange）。1866年，他在下哈利福德（Lower Halliford）的家中逝世。

## 外部連接
- 托马斯·拉夫·皮科克的作品  - 古騰堡計劃
- 互联网档案馆中托马斯·拉夫·皮科克的作品或与之相关的作品
- 來自托马斯·拉夫·皮科克的LibriVox公共領域有聲讀物
- The Thomas Love Peacock Society （页面存档备份，存于）
- Thomas Love Peacock manuscript material, 1792-1863 （页面存档备份，存于）, held by the Carl H. Pforzheimer Collection of Shelley and His Circle, New York Public Library